# Acanthopleura granulata
Acanthopleura granulata és una espècie de mol·lusc poliplacòfor tropical de mida mitjana. Aquesta espècie és comuna dins la seva àrea de distribució a l'oceà Atlàntic tropical occidental (mar Carib), però sol passar desapercebuda amb molta freqüència, a causa del seu color i textura que la mimetitzen amb les roques de l'ambient en què viu. En els països antillans de parla anglesa, aquests i altres poliplacòfors intermareals comuns es coneixen com a "curb" ('frenada'). El peu de l'animal és comestible i també es fa servir com a esquer per a la pesca.

## Morfologia

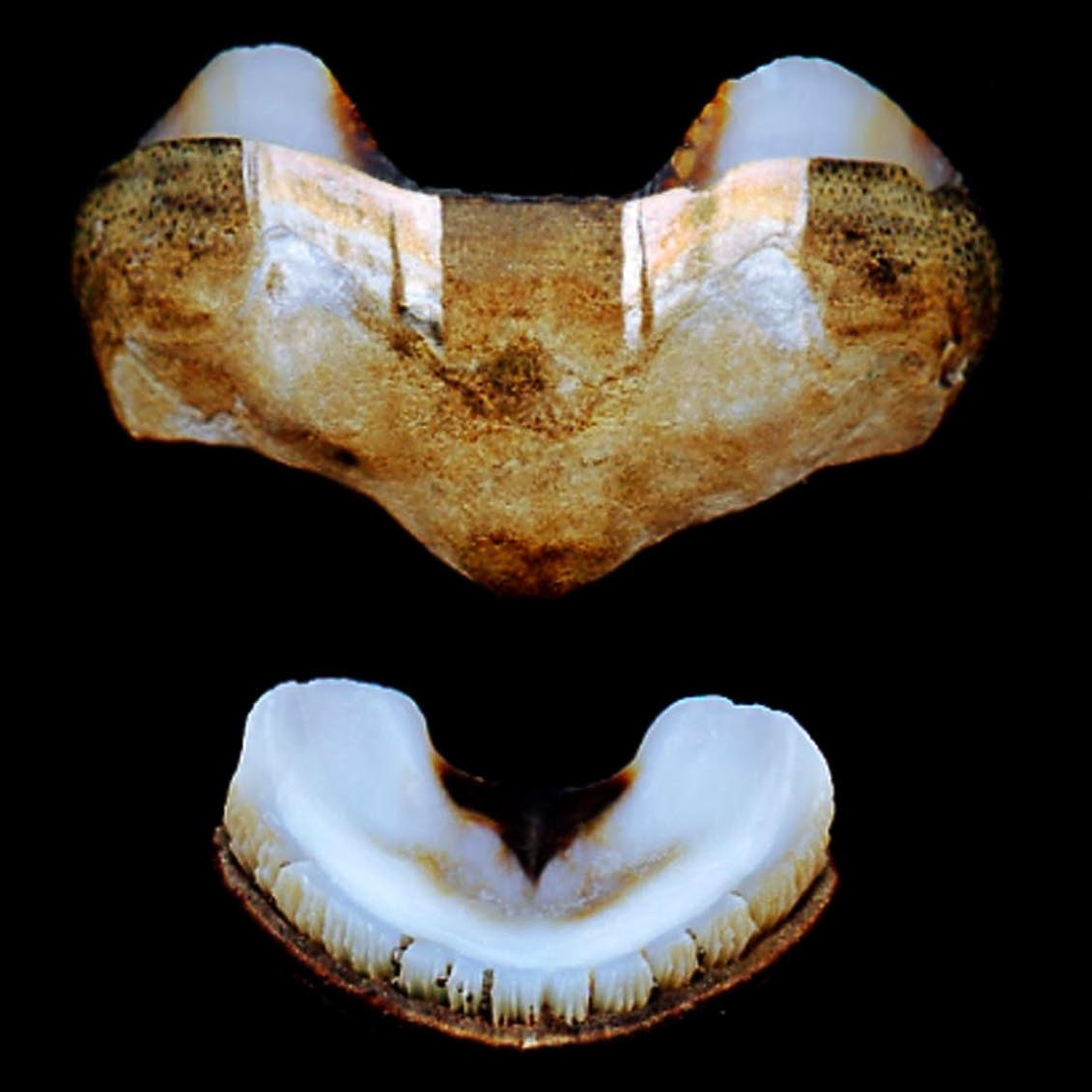
A dalt, placa intermèdia i avall la placa de la cua (part posterior) de lAcanthopleura granulata

Assolleix fins a 7 cm de longitud. Presenta vuit plaques gruixudes i pesants; la superfície de les plaques sol estar fortament erosionada, però quan no s'erosiona és granulada. La faixa presenta una alta densitat d'espícules. La coloració és, en general, mimètica amb l'ambient (normalment, de colors blancs, grisos i algunes poques bandes negres).

### Ulls
Acanthopleura granulata té centenars d'estructures oculars, definibles com a ulls rudimentaris, equipades amb un cristall compost per aragonita. És l'únic animal que es coneix en què el cristall està fet a partir d'aquest material, ja que en altres espècies de poliplacòfors en són de calcita. Aquests ulls compleixen una funció visual molt rudimentària i no sols per a detectar canvis d'il·luminació.

## Hàbitat i distribució

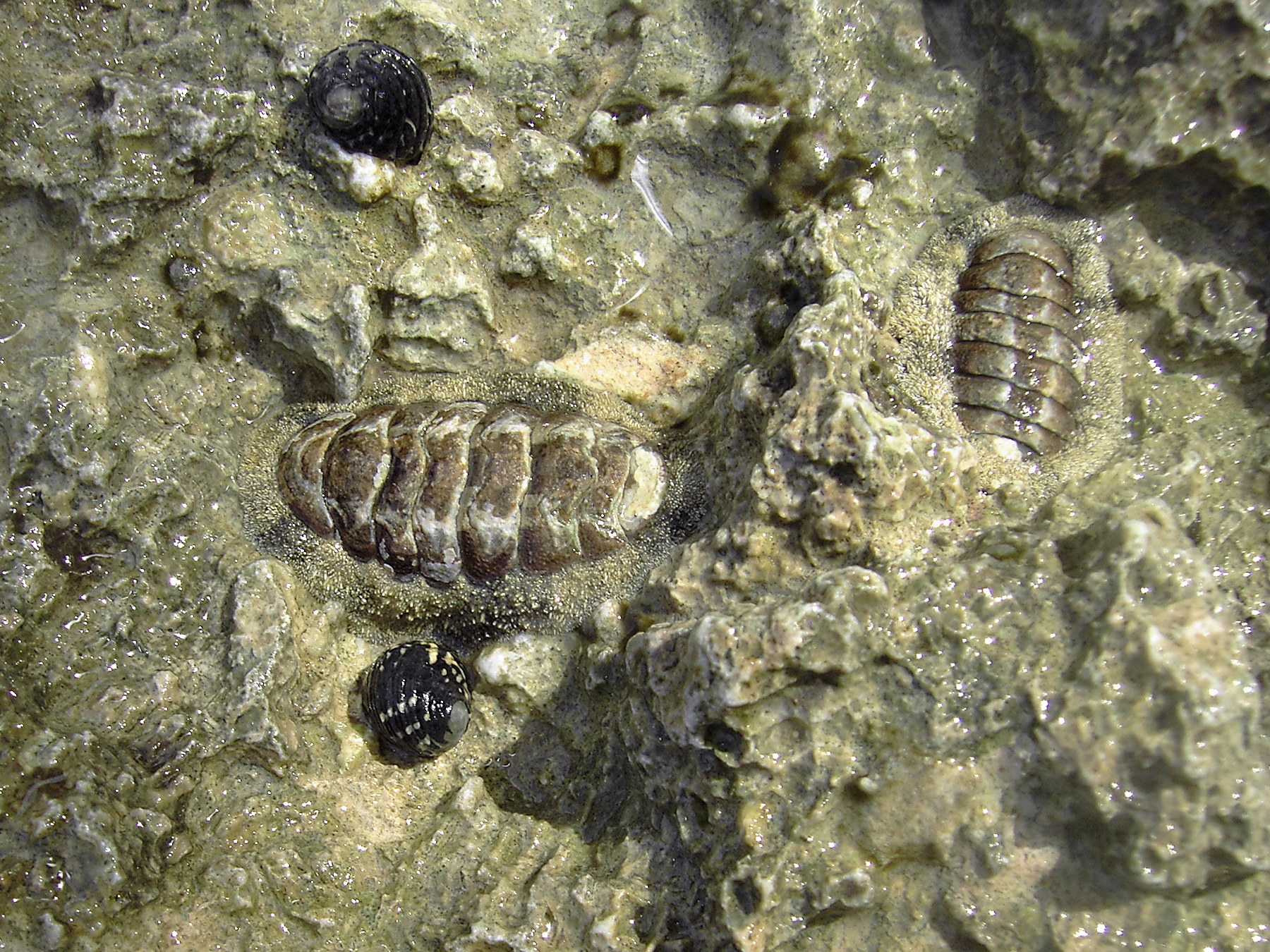
Dos individus dAcanthopleura granulata en el seu hàbitat natural en una roca a l'illa de Guadalupe

Acanthopleura granulata és una espècie d'àmplia distribució al mar Carib, esmentada des de Florida a Mèxic en les costes d'Amèrica central (Hondures, Costa Rica i Panamà), costes de Colòmbia i Veneçuela a Sud-amèrica i a les Antilles (Bahames, Cuba, Grenada, Illes Caiman, Guadalupe, Puerto Rico Trinitat i Tobago).
Aquesta espècie viu a les roques molt altes, a la zona intermareal. És molt tolerant a la dessecació solar.

## Noms vernacles
- Espanyol: chitón difuso, chitón fantasma, cucaracha de mar, lapa.[22]
- Anglès: Fuzzy chiton.[1][2]